# Federico Regoli
Federico Regoli (... – 31 maggio 1985) è stato un fantino italiano vissuto tra il XIX e il XX secolo.
Come fantino, Federigo Regoli deve la sua popolarità alla lunga striscia di successi nella specialità del galoppo, in competizione con l'altro grande fantino del periodo, Polifemo Orsini. Detiene tuttora il record di vittorie (8) nel Derby italiano della specialità, ottenute dal 1917 al 1926, di cui ben 5 conquistate di seguito in sella a diversi cavalli.
Costretto a drastiche diete e a spossanti bagni turchi per ridurre i problemi di peso, si ritira dalle corse nel 1932, cominciando una lunga e altrettanto fortunata carriera di trainer.